# 莫尔帕
莫尔帕（法語：Maurepas，法語發音：[moʁpa]）是法国伊夫林省的一个市镇，位于该省东部，属于凡尔赛区。莫尔帕是法国国家新城伊夫林地区圣康坦的一部分。

## 地理
莫尔帕（48°45'46"N, 1°56'44"E）面积8.32 平方千米，位于法国法蘭西島大區伊夫林省，该省份为法国北部内陆省份，北起瓦兹河谷省，西接厄尔省，西南接厄尔-卢瓦省，东南接埃松省，东临上塞纳省。
与莫尔帕接壤的市镇（或旧市镇、城区）包括：夸尼耶尔、埃朗库尔、茹阿尔蓬沙尔特兰、拉韦里耶尔。

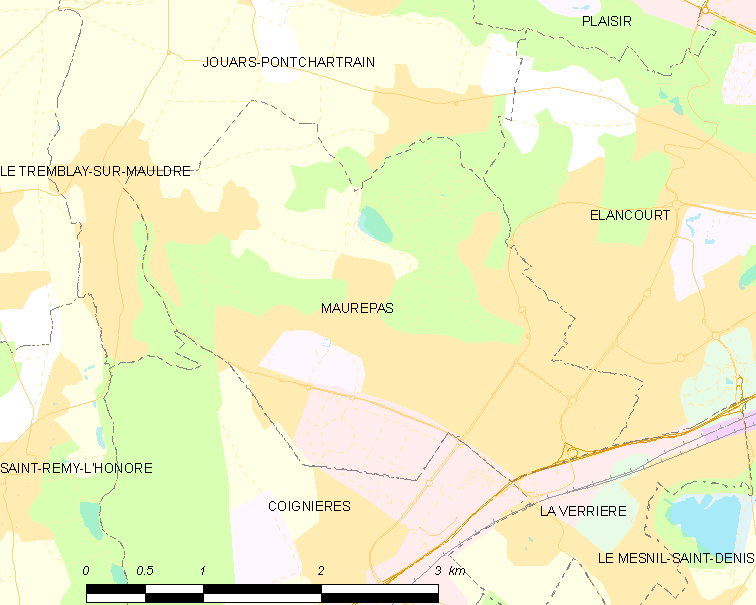
莫尔帕的OSM定位图

莫尔帕的时区为UTC+01:00、UTC+02:00（夏令时）。

## 行政
莫尔帕的邮政编码为78310，INSEE市镇编码为78383。

## 政治
莫尔帕所属的省级选区为莫尔帕县。

## 人口

1962-2008年间莫尔帕人口变化图示

莫尔帕于2022年1月1日时的人口数量为19960人。

## 友好城市
德国 亨施泰特-乌尔茨堡